# Dieter Steinwender
Dieter Steinwender (* 1955 in Elmshorn) ist ein deutscher Unternehmer, Informatiker und Computerschachexperte.

## Leben
Dieter Steinwender ging am Bismarck-Gymnasium in seiner Heimatstadt Elmshorn zur Schule. Er erlernte das Schachspiel im Alter von 13 Jahren und studierte Informatik mit Schwerpunkt Künstliche Intelligenz an der Universität Hamburg. Zusammen mit dem Sprachwissenschaftler und Wissenschaftsjournalisten Frederic Friedel gründete er 1982 die „Zeitschrift des ersten Computerschachclubs der Bundesrepublik“, die Anfang 1983 unter dem Titel Computerschach International erstmals erschien und ab Mitte 1986 unter ihrem endgültigen Titel Computerschach und Spiele (kurz: CSS) vertrieben wurde, und war langjährig ihr Chefredakteur. Mit dem österreichischen Schachprogrammierer „Chrilly“ Donniger zusammen schrieb er das didaktische Schachprogramm MiniMAX. Ferner verfasste er 1995 zusammen mit Friedel das Buch Schach am PC (siehe Veröffentlichungen).
Er spielte Schach beim Elmshorner SC (Schach-Club) von 1896 und spielt noch immer in der Blankeneser Schachvereinigung. Erst 2016 gelang es dem 60-jährigen Steinwender, in einer Simultanpartie dem Schachweltmeister Magnus Carlsen ein Remis abzutrotzen.

## Veröffentlichungen (Auswahl)
- mit Frederic Friedel: Schach am PC – Bits und Bytes im königlichen Spiel, Pearson Education 1998, ISBN 978-3-87791-522-6.
- Computer-Karate – So spielt man gegen Schachcomputer, in: Computerschach und Spiele (CSS), Nr. 4, 1994, S. 9–14